# Natalie Paul
Natalie Paul (* 12. Mai 1986 in New York City) ist eine US-amerikanische Filmschauspielerin.

## Leben
Natalie Paul ist haitianischer Abstammung und wurde in Brooklyn, New York City geboren. Sie wurde an der Tisch School of the Arts zur Schauspielerin ausgebildet. Seit 2013 ist sie in US-Fernsehserien zu sehen, darunter in The Deuce als Journalistin Sandra Washington und The Sinner als Detective Heather Novack.
2018 wurde sie für ihre Nebenrolle der Antoinette in ihrem Filmdebüt Crown Heights mit dem Black Reel Award als Outstanding Actress ausgezeichnet.

## Filmografie (Auswahl)
- 2013: Smash (Fernsehserie, 3 Folgen)
- 2015: Show Me a Hero (Miniserie, 6 Folgen)
- 2016: Power (Fernsehserie, 2 Folgen)
- 2016: Law & Order: Special Victims Unit (Fernsehserie, Folge 17x22 Intersecting Lives)
- 2016: Marvel’s Luke Cage (Fernsehserie, Folge 1x10 Take It Personal)
- 2017: Crown Heights
- 2017: The Deuce (Fernsehserie, 7 Folgen)
- 2018: Piu Piu (Kurzfilm)
- 2018: The Sinner (Fernsehserie, 8 Folgen)
- 2018: You – Du wirst mich lieben (You, Fernsehserie, 2 Folgen)
- 2019: Mr. Mercedes (Fernsehserie, 6 Folgen)
- 2019: The Blacklist (Fernsehserie, 5 Folgen)
- 2019: Suicide by Sunlight (Kurzfilm)
- 2019: Evelyn x Evelyn (Kurzfilm)
- 2020: God Friended Me (Fernsehserie, Folge 2x21 Miracles)
- 2020: Into the Dark (Fernsehserie, Folge 2x08 Delivered)
- 2021: Either Side of Midnight
- 2023: Shooting Stars